# Afrostelis madagascariensis
Afrostelis madagascariensis är en biart som beskrevs av Gregory B. Pauly 2001. Afrostelis madagascariensis ingår i släktet Afrostelis och familjen buksamlarbin. Inga underarter finns listade i Catalogue of Life.